# 선데블 사커 스타디움
선데블 사커 스타디움(Sun Devil Soccer Stadium)은 미국의 축구 전용 경기장이다. 애리조나주 템피에 위치하고 있으며 과거 USL 피닉스 FC의 홈 경기장으로 사용했다.